# Schizachyrium radicosum
Schizachyrium radicosum là một loài thực vật có hoa trong họ Hòa thảo. Loài này được Jacq.-Fél. miêu tả khoa học đầu tiên năm 1953.